# Alt Àneu
Alt Àneu est une commune de la comarque du Pallars Sobirà dans la province de Lérida en Catalogne (Espagne).

## Géographie
La commune d'Alt Àneu, située dans les Pyrénées centrales, est frontalière avec la France (Occitanie). Elle fait partie du parc naturel de l'Alt Pirineu.
Le passage pédestre le moins élevé entre les deux pays est le port de Salau (2 087 mètres) dont Alos d'Isil est proche. Le port d'Aula (2 260 mètres) pourrait cependant permettre une liaison routière internationale saisonnière d'autant qu'une piste carrossable existe sur le versant français.

### Subdivisions
- Alòs d'Isil
- Àrreu (anciennement Arreau)
- La Bonaigua
- Borén
- Isavarre
- Isil
- Son
- Sorpe
- València d'Àneu (anciennement Valence-d'Anéou)

|                                 | Bordes-Uchentein Seix (France) | Couflens (France)   |
| Naut Aran (Val d'Aran)          | Alt Àneu                       | La Guingueta d'Àneu |
| La Vall de Boí (Alta Ribagorça) | Espot                          | Esterri d'Àneu      |

## Histoire
La commune a été créée en 1970 par la réunion des anciennes communes d'Isil, de Son, de Sorpe et de València d'Àneu.
Au nord-ouest de la commune, Le col de la Pale de la Clauère (coll de la Pala de Clavera), frontalier, élevé (2 522 m et dangereux par l'abondance de gispet) est cependant notable du point de vue historique. La difficulté du passage de la France vers l'Espagne permettait aux passeurs de convoyer assez discrètement, même en hiver, des réfugiés et des volontaires pour l'exil durant la Seconde Guerre mondiale par ce qui allait être appelé en Ariège le « Chemin de la Liberté ». La destination de ces passages était Esterri d'Àneu. Après un temps de prison, les exilés étaient alors libres de partir pour le pays de leur choix. Ce passage difficile fut utilisé surtout à partir de novembre 1942 lorsque les Allemands imposèrent un contrôle drastique de la frontière. Une stèle sur le versant français rappelle cette période dramatique.

## Économie
- Station de sports d'hiver de Bonabé.

## Lieux et monuments
L'église de Sant Lliser (XIe siècle) présente un remarquable portail roman à trois archivoltes, la nécropole d'Alós, découverte en 1989 et datant des XIIe et XIIIe siècles, scierie hydraulique et moulin transformés en musée de l'exploitation du bois.
La maison Sastrès à Isil héberge la Maison de l'ours des Pyrénées, premier centre d'interprétation de cet animal en Catalogne.

## Galerie

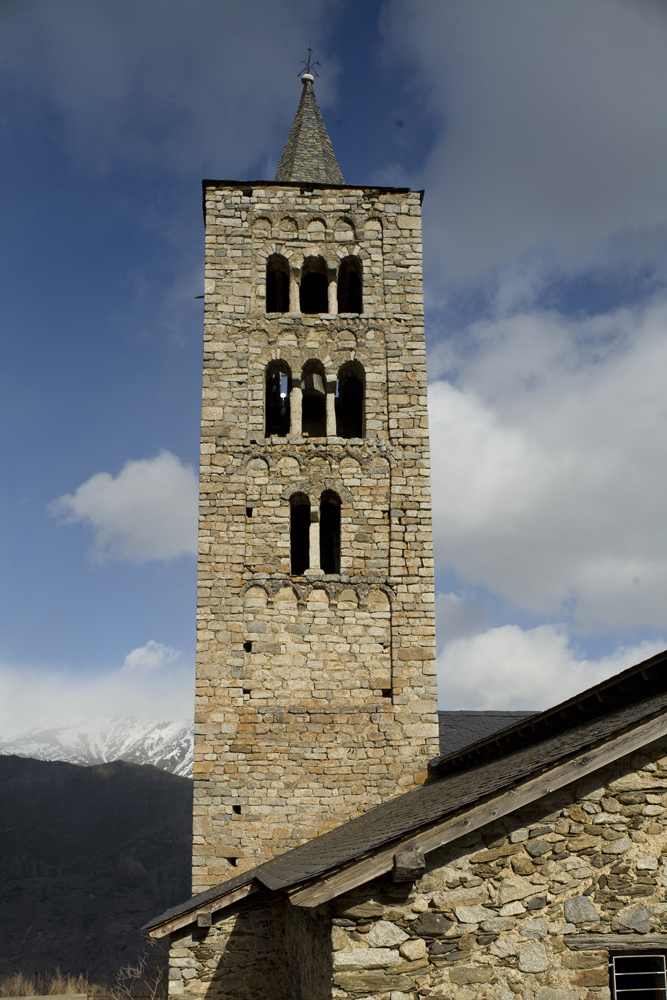
Église de Sant Just et Sant Pastor de Son.
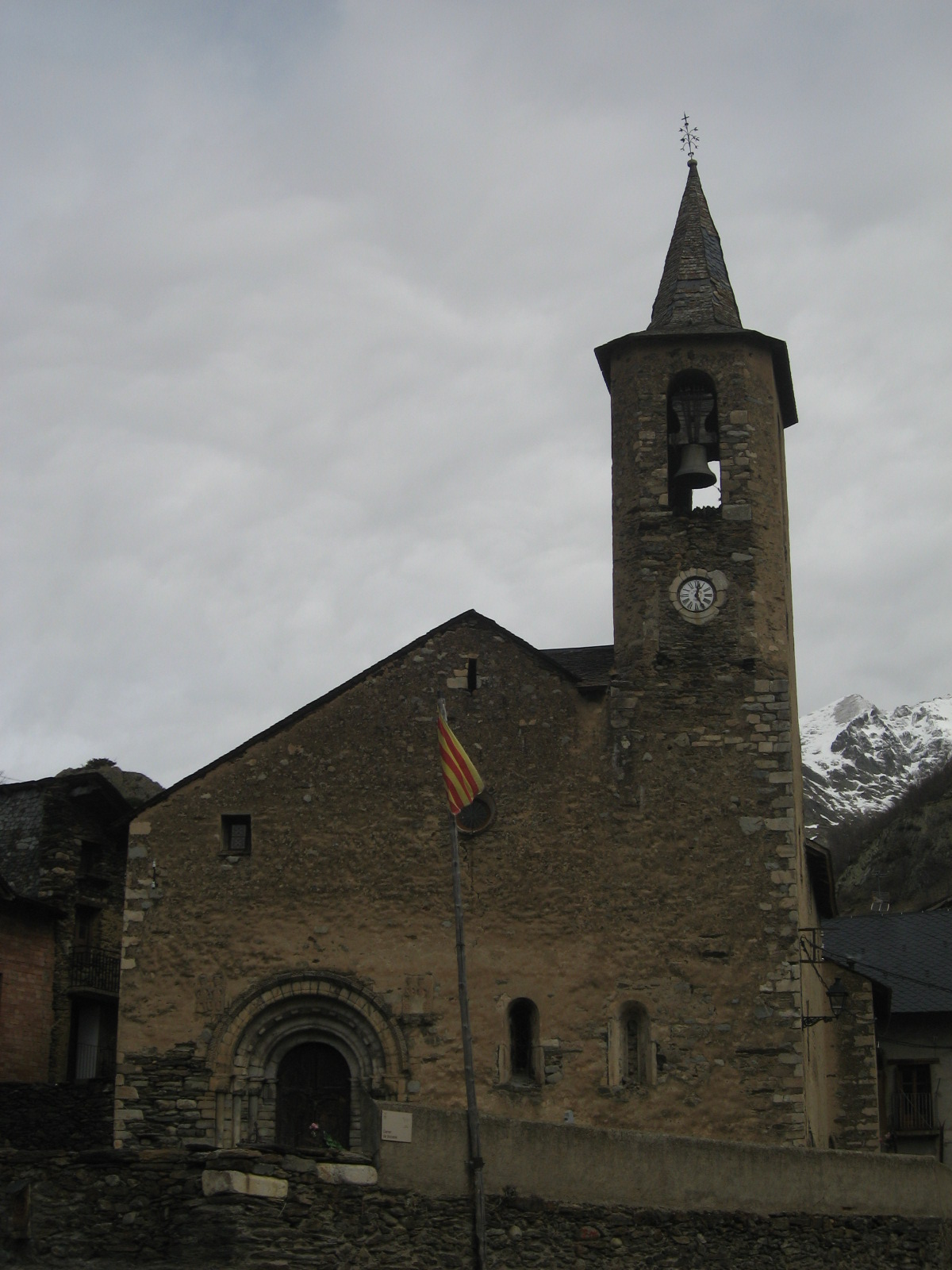
Église Sant Lliser à Alos d'Isil.
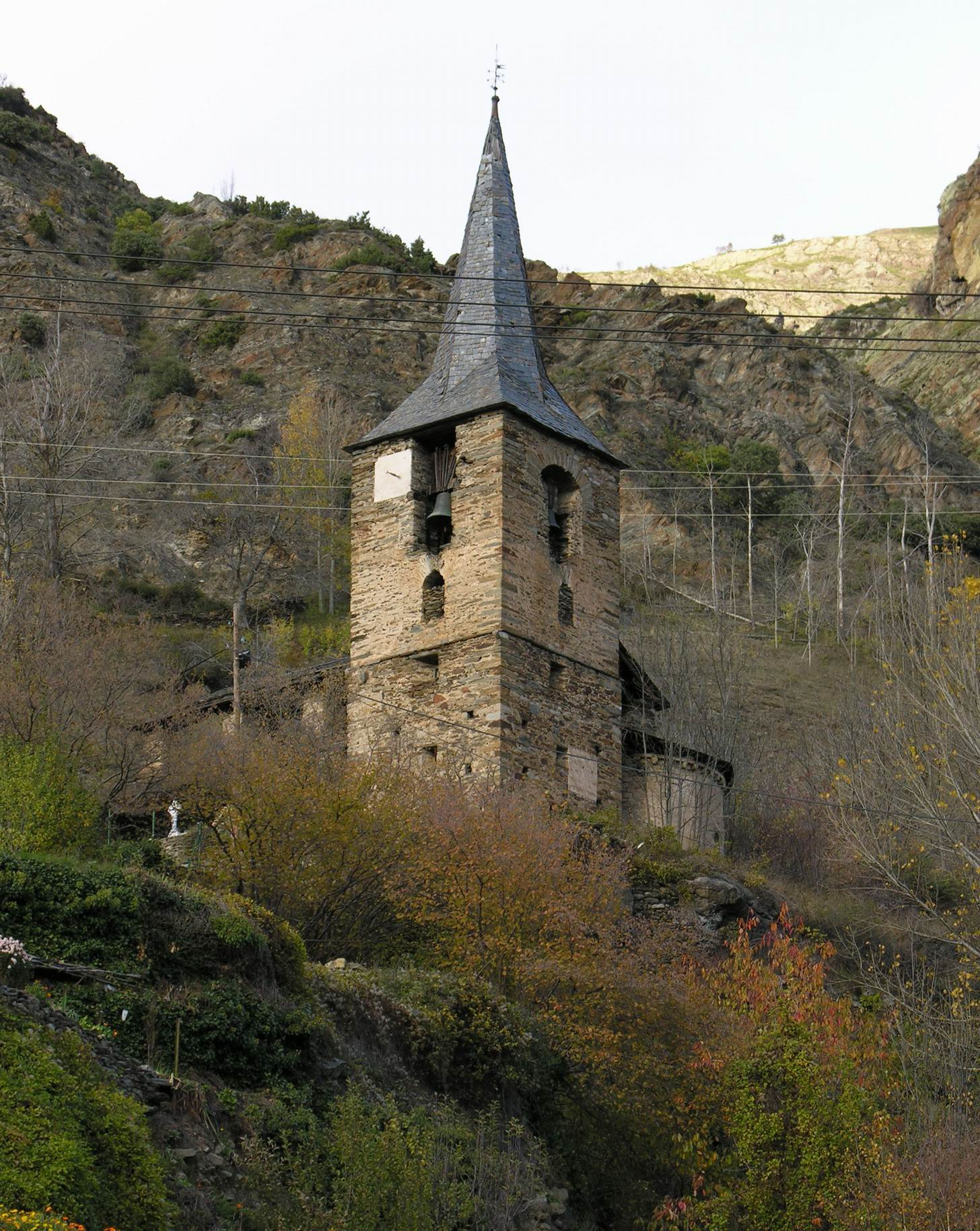
Église Sant Llorenç à Isavarre.
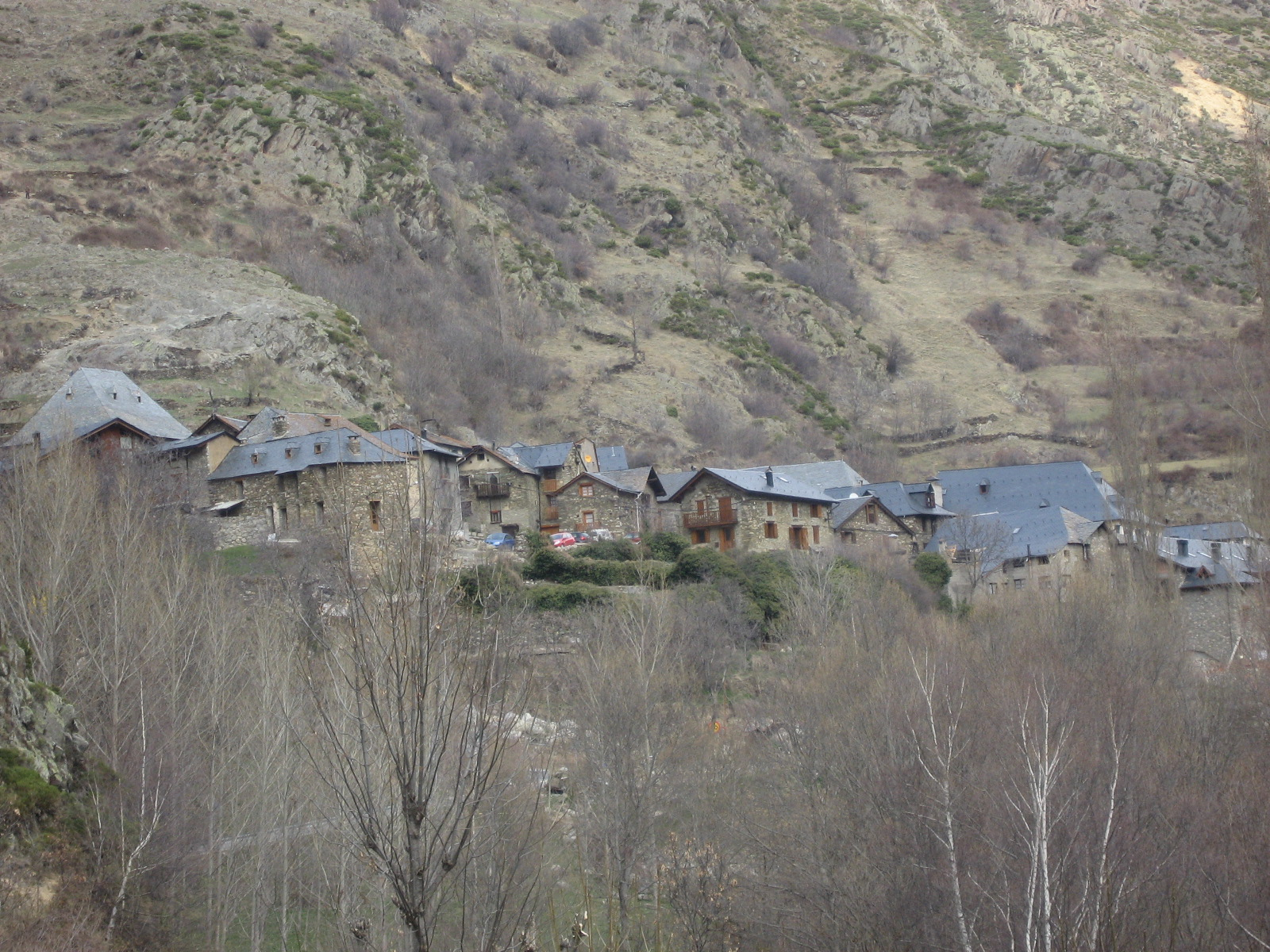
Alos d'Isil en mars 2008.
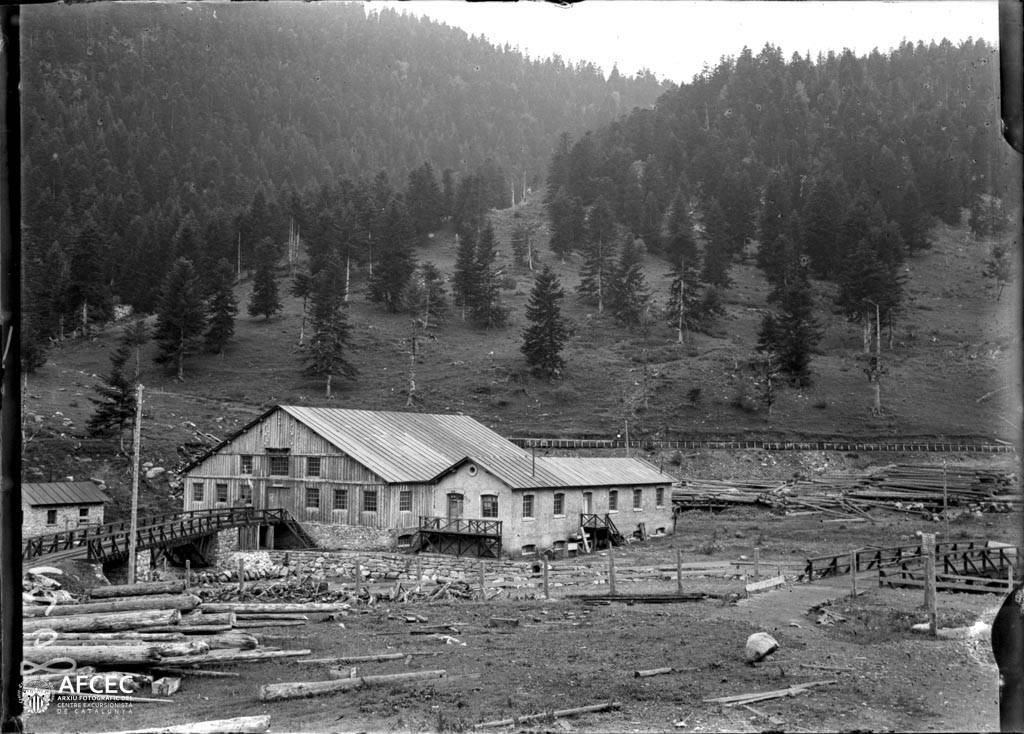
Photographie ancienne de l'installation de Matussière-et-Forest à Bonabé.
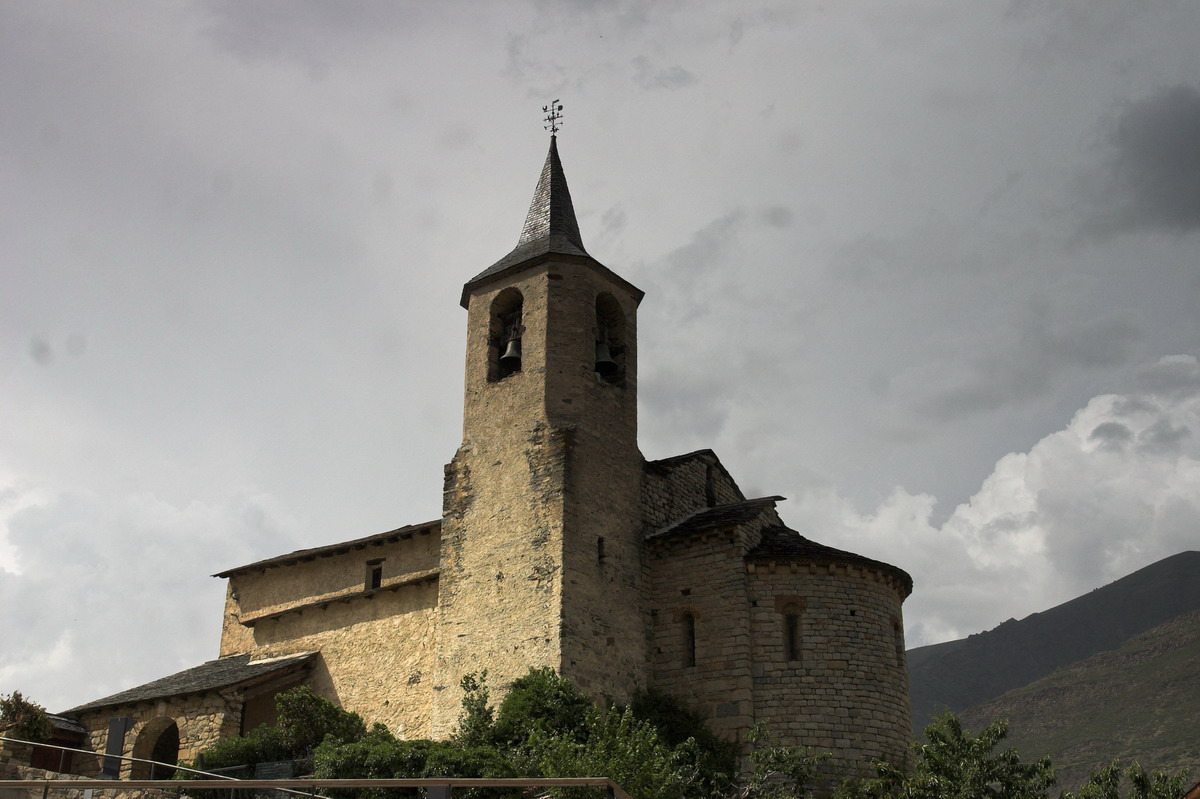
Église romane de València d'Aneu.

## Culture et société

### La Pujada
Chaque premier dimanche d'août, « La Pujada » est une randonnée transfrontalière d'altitude menant à une rencontre occitano-catalane sur le port de Salau.
Les Catalans ont un accès aisé et plus court depuis le village d'Alós d'Isil.
Sur le versant français, en Haut-Salat, le départ est organisé le matin, vers sept heures depuis le village de Salau, dans la commune de Couflens ; le trajet dure environ trois heures et demie.
Une fois réunis, Catalans et Occitans partagent des moments de convivialité, échangent des produits de leurs terroirs, puis redescendent vers leurs villages respectifs, avant la tombée de la nuit[réf. souhaitée].

## Sport
La 9e étape du Tour de France 2016 traverse la commune entre le port de la Bonaigua et La Guingueta d'Àneu.